# 1674 Groeneveld
(1674) Groeneveld (1938 DS) is een planetoïde uit de planetoïdengordel, die op 7 februari 1938 werd ontdekt door Karl Wilhelm Reinmuth in de sterrenwacht Landessternwarte Heidelberg-Königstuhl.
De planetoïde is vernoemd naar de Nederlandse astronoom Ingrid van Houten-Groeneveld.